# 茹鑾
茹鑾（1454年—？），字世和，直隸常州府無錫縣人，民籍，明朝政治人物。

## 生平
成化十六年（1480年）庚子科應天府鄉試第九十一名舉人。弘治三年（1490年）中式庚戌科會試第一百八十五名，三甲第八十四名進士。歷官宁波府通判、饒州府同知，正德三年（1508年）二月升山西按察司佥事，四年十二月升福建布政司右参议，六年正月考察闲住。

## 家族
曾祖茹洪，縣丞；祖父茹式；父茹玉，知縣。母金氏。具庆下。姑祖母茹氏為女醫談允賢之祖母